# Rehema Stephens
Rehema Stephens (Oakland, 28 dicembre 1969) è un'ex cestista statunitense, professionista nella ABL e nella NBA.

## Carriera
È stata selezionata dalle Los Angeles Sparks al terzo giro del Draft WNBA 1998 (25ª scelta assoluta).